# Rabbits on the Run
Rabbits on the Run é o quarto álbum de estúdio da cantora e compositora Vanessa Carlton, estava previsto para ser lançado em 21 de junho de 2011, porém teve seu lançamento adiado para 26 de julho, sendo que no Brasil o álbum foi distribuído na segunda quinzena de setembro, pela LAB 344. Para compor as dez canções do novo álbum – produzido por Steve Osborne, e gravado ‘ao vivo’ no Real World Studios de Peter Gabriel –, Carlton se inspirou nos livros Uma Nova História do Tempo (Stephen Hawking) e Watership Down (Richard Adams). Além de Steve Osborne (U2, B-52’s, KT Tunstall), Rabbits on the Run conta com as colaborações de Patrick Hallahan (My Morning Jacket) e Ari Ingber (The Upwelling).

## Faixas
1. "Carousel" (Vanessa Carlton)
2. "I Don't Want to Be a Bride" (Carlton, Ari Ingber, Steve Osbourne)
3. "London" (Carlton)
4. "Fairweather Friend" (Carlton)
5. "Hear the Bells" (Carlton)
6. "Dear California" (Carlton, Ingber)
7. "Tall Tales for Spring" (Carlton)
8. "Get Good" (Carlton)
9. "Marching Line" (Carlton)
10. "In the End" (Carlton)

## Críticas
| Críticas profissionais | Críticas profissionais |
| Pontuações agregadas   | Pontuações agregadas   |
| Fonte                  | Avaliação              |
| ---------------------- | ---------------------- |
| Metacritic             | 72/100                 |
| Avaliações da crítica  |                        |
| Fonte                  | Avaliação              |
| Allmusic               | [ 2 ]                  |
| Slant Magazine         | [ 3 ]                  |
| Entertainment Weekly   | (B+)                   |
| Los Angeles Times      | (Favorable)            |
| The Silver Tongue      | (Favorable)            |
| The Tune               | [ 7 ]                  |

Rabbits on the Run foi recebido positivamente pelos críticos de música. A Metacritic, que atribui uma classificação normalizada em cada 100 opiniões de importantes críticos, deu ao álbum uma pontuação média de 72, baseada em 6 críticas, indicando "críticas generalizadamente favoráveis".
Em agosto de 2011, o site Amazon.com colocou o álbum na posição de número 51, na lista dos 100 melhores álbuns de 2011.

## EP "Hear The Bells"
Em 21 de novembro foi lançado o primeiro EP de Carlton, sob a temática do Natal, chamado "Hear The Bells". O álbum foi disponibilizado apenas no formato digital.
Faixas:
1. "Do You Hear What I Hear?" (Gloria Shayne Baker, Noël Regne)
2. "Hear the Bells (Nova Versão)" (Carlton)
3. "Happy XMas (War Is Over)" (John Lennon)
4. "A Thousand Miles (Acoustic Version)" (Carlton)